# Nina Petri
Nina Petri (Amburgo, 16 luglio 1963) è un'attrice tedesca.

## Filmografia parziale

### Cinema
- Sztálin menyasszonya, regia di Péter Bacsó (1991)
- Allein unter Frauen, regia di Sönke Wortmann (1991)
- Happy Birthday, Detective! (Happy Birthday, Türke!), regia di Doris Dörrie (1992)
- Die tödliche Maria, regia di Tom Tykwer (1993)
- Zugvögel - ... einmal nach Inari, regia di Peter Lichtefeld (1998)
- Lola corre (Lola rennt), regia di Tom Tykwer (1998)
- ¿Bin ich schön?, regia di Doris Dörrie (1998)
- Hanna Flanders (Die Unberührbare), regia di Oskar Roehler (2000)
- Die Reise nach Kafiristan, regia di Donatello Dubini e Fosco Dubini (2001)
- Die Frau die an Dr. Fabian zweifelte, regia di Andi Rogenhagen (2002)
- Big Girls Don't Cry - La vita comincia oggi (Große Mädchen weinen nicht), regia di Maria von Heland (2002)
- Aiuto, sono un ragazzo...! (Verzauberte Emma oder Hilfe, ich bin ein Junge... !), regia di Oliver Dommenget (2002)
- Der alte Affe Angst, regia di Oskar Roehler (2003)
- Bibi e il segreto della polvere magica (Bibi Blocksberg und das Geheimnis der blauen Eulen), regia di Franziska Buch (2004)
- Am Tag als Bobby Ewing starb, regia di Lars Jessen (2005)
- Playa del futuro, regia di Peter Lichtefeld (2005)
- Emmas Glück, regia di Sven Taddicken (2006)
- Das Leben ist nichts für Feiglinge, regia di André Erkau (2012)
- Boy 7, regia di Özgür Yildirim (2015)
- Junges Licht, regia di Adolf Winkelmann (2016)
- Nö, regia di Dietrich Brüggemann (2021)

### Televisione
- Rote Erde - serie TV, 4 episodi (1990)
- Vera Wesskamp - serie TV, 9 episodi (1992-1993)
- Polizeiruf 110 - serie TV, 3 episodi (1997-2008)
- Heiter bis tödlich - Zwischen den Zeilen - serie TV, 16 episodi (2013)
- Sibel & Max - serie TV, 24 episodi (2015-2016)
- Schweigeminute - film TV (2016)
- Plötzlich Türke - film TV (2016)
- Progetto d'amore (Eltern und andere Wahrheiten) - film TV (2017)
- Tatort - serie TV, 12 episodi (1990-2020)
- Bettys Diagnose - serie TV, 11 episodi (2020-2021)